# Rasmus Schüller
Rasmus Vilhelm Schüller (* 18. Juni 1991 in Espoo, Finnland) ist ein finnischer Fußballnationalspieler auf der Position eines Mittelfeldspielers. Seit Anfang 2021 steht er im Aufgebot des schwedischen Erstligisten Djurgårdens IF.

## Leben und Karriere

### Karrierebeginn und erste Schritte beim FC Honka
Der Finnlandschwede Rasmus Schüller wurde 1991 in Finnlands zweitgrößter Stadt Esbo (finnisch Espoo) geboren, wo er auch aufwuchs und seine Karriere als Fußballspieler beim unterklassigen FC Kasiysi begann. Von dort wechselte er noch im Nachwuchsalter zu HooGee, von wo aus er zu seiner nächsten Station, dem FC Honka, wechselte. Beim höchstklassig spielenden Fußballverein Espoos spielte er bis 2008 im vereinseigenen Nachwuchs und kam im Spieljahr 2008 zum ersten Mal in der Profimannschaft mit Spielbetrieb in der Veikkausliiga zum Einsatz. Dabei wurde Schüller, der zuvor bereits in einigen Partien seiner Mannschaft ohne Einsatz auf der Ersatzbank saß, schließlich in drei Ligapartien im August 2008 eingesetzt. Sein Debüt gab er dabei am 10. August 2008 beim 2:0-Auswärtssieg über RoPS, als er für Jussi Vasara, den Torschützen zum 2:0, in der 82. Minute aufs Spielfeld kam. Des Weiteren wurde der Mittelfeldakteur Ende Oktober 2008 im Viertel- und im Halbfinale des finnischen Fußballpokals 2008 eingesetzt. Nachdem die Mannschaft erst in der sechsten Runde des Cups dazugestoßen war, schaffte es die Mannschaft bis ins Finale, wo man dem HJK Helsinki allerdings knapp mit 1:2 nach der Verlängerung unterlegen war. Im Finalspiel wurde Rasmus Schüller allerdings nicht von Mika Lehkosuo eingesetzt. In der Meisterschaft belegte er mit der Mannschaft am Jahresende den zweiten Platz hinter Inter Turku und nahm mit der Mannschaft an der 2. Qualifikationsrunde zur Europa League 2009/10 teil. Im Vorjahr hatte Schüller bereits einen Auftritt in der Qualifikation zum UEFA-Pokal 2008/09, in dem der FC Honka in der 1. Runde gegen Racing Santander ausschied. Des Weiteren wurde er 2008 in einer unbekannten Anzahl an Ligaspielen der B-Mannschaft eingesetzt, wobei er zwei Tore erzielte. In diesem Jahr fuhr die Mannschaft mit einem 7:0-Kantersieg über Haka Valkeakoski auch das höchste Ergebnis dieses Spieljahres in der Veikkausliiga ein.
Das Spieljahr 2009 verbrachte er zum Großteil bereits als Stammspieler des FC Honka, wobei er über die gesamte Spielzeit in 19 Partien eingesetzt wurde, in denen er zwei Tore erzielte und weitere drei für seine Mannschaftskameraden vorbereitete. Sein erster Pflichtspieltreffer als Profi gelang ihm dabei am 24. Juni 2009 beim 4:1-Heimerfolg über den Kuopion PS, als er nach Vorarbeit von Hermanni Vuorinen in der 42. Minute zur 2:0-Führung seines Teams traf. Mit der Mannschaft trat er auch an der besagten 2. Qualifikationsrunde zur Europa League an und erzielte dabei gleich 2:0 im Hinspiel gegen Bangor City sein erstes Tor für den FC Honka auf internationaler Ebene. In der 3. Qualifikationsrunde schied die Mannschaft schließlich gegen den aserbaidschanischen Verein FK Qarabağ Ağdam mit einem Gesamtscore von 1:3 vom laufenden Wettbewerb aus. Im finnischen Pokal des Jahres 2009 schied Schüller mit der Mannschaft nach dem Elfmeterschießen im Halbfinale gegen Tampere United aus; im finnischen Ligapokal 2009 folgte das vorläufige Ausscheiden, ebenfalls nach einem Elfmeterschießen, bereits im Viertelfinale gegen TPS. Zu weiteren Einsätzen kam Rasmus Schüller in diesem Jahr in zwei Ligapartien für den neugegründeten Klub Pallohonka, der neuen B-Mannschaft des FC Honka, in der drittklassigen Kakkonen. Die Mannschaft erreichte im Endklassement einen Platz im Tabellenmittelfeld. Bis zum Saisonende rangierte das Profiteam mit drei Punkten Rückstand auf HJK Helsinki auf dem zweiten Tabellenplatz und qualifizierte sich somit erneut für die Teilnahme an der 2. Qualifikationsrunde an der nächstjährigen EL-Austragung. Des Weiteren ging die Mannschaft im Februar 2009 im spanischen La Manga als Sieger des dort alljährlich ausgespielten La Manga Cups vom Platz. Mit einem 9:0-Kantersieg über RoPS konnte die Mannschaft auch den höchsten Sieg dieses Spieljahres in der Veikkausliiga einfahren.
In der Saison 2010 kam Schüller erneut in 19 Ligaspielen zum Einsatz, wobei er drei Mal zum Torerfolg kam und vier Vorlagen beisteuerte. Bei der 2. Qualifikationsrunde zur Europa League 2009/10 traf Schüller mit seiner Mannschaft abermals auf Bangor City, wobei er sich mit der Mannschaft allerdings in Hin- und Rückspiel nicht gegen die Waliser durchsetzen konnte und mit einem Gesamtergebnis von 2:3 aus dem laufenden Turnier ausschied. Während die Gelb-Schwarzen aus Espoo bereits in der sechsten Runde des finnischen Pokals 2010 mit 0:3 gegen HJK Helsinki ausgeschieden war, schaffte die Mannschaft im Ligapokal 2010 den Einzug ins Finale. Nachdem die Mannschaft bereits im Viertelfinale fast am AC Oulu gescheitert war und nur knapp mit 8:7 im Elfmeterschießen weiterkam, konnte sich das Team nach einem 2:0-Semifinalsieg über Inter Turku ebenfalls im Elfmeterschießen im anschließenden Final mit 4:3 gegen den JJK Jyväskylä durchsetzen. Wie bereits im Jahr zuvor wurde Schüller auch in diesem Jahr in zwei Ligapartien von Pallohonka eingesetzt und kam dabei sogar in einer Begegnung zum Torerfolg. Die Mannschaft erreichte im Endklassement den fünften Platz in der Gruppe B der drittklassigen Kakkonen. In der Endtabelle reichte es in diesem Jahr für die Profimannschaft lediglich für einen vierten Rang; der Sieg im Ligapokal reichte allerdings noch für die Teilnahme an der 1. Qualifikationsrunde zur Europa League 2011/12.
Am Spieljahr 2011 war Schüller erneut an einem Großteil der ausgetragenen Partien im Einsatz. Bis zum Saisonende, als die Mannschaft das Spieljahr auf dem vierten Platz beendete, konnte es der finnische Mittelfeldakteur auf insgesamt 22 Ligaeinsätze bringen, in denen er selbst zwar torlos blieb, allerdings drei Torvorlagen beisteuerte. Anfangs sollte das Spieljahr mit 14 Mannschaften ausgetragen werden, wurde aber nach der Lizenzverweigerung an Tampere United und den AC Oulu mit nur 12 Vereinen in 33 Spielen ausgetragen. Schüller stand dabei ab der 25. Runde nicht mehr im Aufgebot der Profimannschaft. Des Weiteren hatte der FC Honka mit 14 Ligaspielen in Folge auch die längste Serie ohne Niederlage in dieser Saison. Während der FC Honka im finnischen Pokalbewerb 2011 in Runde 7 abermals ein jähes Ende fand und dabei mit 0:1 gegen den IFK Mariehamn ausschied, erreichte die Mannschaft, wie bereits im Vorjahr, das Finale des finnischen Ligapokals 2011. Das Finale am 23. April 2011 konnte nach Toren von Nicholas Otaru und Demba Savage klar mit 3:0 gegen Tampere United gewonnen werden. In der 1. Qualifikationsrunde zur EL 2011/12 konnte die Mannschaft beim Hinspiel in Espoo nur ein mageres 0:0-Remis verzeichnen, setzte sich aber im anschließenden Rückspiel gegen den estnischen Klub Nõmme Kalju mit 2:0 durch und traf in der 2. Qualifikationsrunde auf einen schwedischen Vertreter, den BK Häcken. Dieses Aufeinandertreffen konnte beide Male der BK Häcken mit einem späteren Gesamtscore von 0:3 für sich entscheiden, der allerdings selbst bereits in der nächsten Runde ausschied.

### Wechsel zum finnischen Rekordmeister
Anfang Februar 2012 wechselte Schüller für eine kolportierte Ablösesumme von etwa 200.000 Euro zum finnischen Rekordmeister HJK Helsinki, wo er unter Antti Muurinen sein Mannschaftsdebüt gab. Dabei spielte er nur zehn Tage nach seinem offiziellen Wechsel ausgerechnet im Ligapokal des Jahres 2012 gegen seinen Ex-Klub aus Espoo, wobei er bei der klaren 0:4-Niederlage über die volle Spieldauer im Einsatz war. Beim HJK Helsinki wurde Schüller beinahe über das gesamte Spieljahr als Stammkraft im Mittelfeld eingesetzt und konnte vor allem ab der 26. Runde seine Offensivstärke unter Beweis stellen, wobei er hierbei zwei Tore erzielte und weitere vier für seine Mannschaftskameraden vorbereitete. Davor war ihm in den anderen Runden nur eine Torvorlage gelungen; insgesamt absolvierte er 2012 25 Meisterschaftsspiele für den Hauptstadtverein. Da die Mannschaft als Meister des Vorjahres ab der 2. Qualifikationsrunde zur Champions League 2012/13 teilnahm, wurde auch Schüller in ebendieser eingesetzt. Dabei erzielte er beim 7:0-Kantersieg im Hinspiel gegen KR Reykjavík auch einen Treffer und wurde auch beim späteren 2:1-Sieg im Rückspiel eingesetzt. In der 3. Qualifikationsrunde schied die Mannschaft, die sich hierfür über den Champions-Weg qualifizierte, gegen Celtic Glasgow mit einem Gesamtergebnis von 1:4 vom laufenden Turnier aus und stieg daraufhin in der Play-off-Phase der Europa League 2012/13 wieder ein. Bei der 1:2-Auswärtsniederlage in Glasgow erzielte Schüller per Abstauber das einzige Tor seiner Mannschaft. Auch hierbei konnte sich die Mannschaft nicht lange im Turnier halten und schied noch am Ende der Play-offs mit einem Gesamtscore von 3:9 gegen Athletic Bilbao aus. Beim Auswärtsspiel in Spanien noch mit einer 0:6-Niederlage konfrontiert, gelang beim Rückspiel in der Heimat zwar ein 3:3-Remis, bei dem Rasmus Schüller neben einem Treffer auch eine Torvorlage beisteuerte, das allerdings nicht für ein Weiterkommen reichte. Während der amtierende Meister im finnischen Pokal 2012 bereits im Semifinale ausgerechnet gegen Schüllers ehemaligen Klub mit einem Ergebnis von 4:5 nach dem Elfmeterschießen ausschied, schaffte es die Mannschaft mit Schüllers Beteiligung bis ins Finale des finnischen Ligapokals 2012. Dort unterlag die Mannschaft, ebenfalls im Elferschießen, dem Turku PS vor etwas mehr als 2.000 Zuschauern im Sonera Stadium.
In der Liga lief es für die Spieler von Antti Muurinen besser, wobei mit sechs Punkten Vorsprung auf den nächsten Verfolger Inter Turku der erste Platz erreicht werden konnte. Damit qualifizierte sich der Club automatisch für die 2. Qualirunde zur CL 2013/14, wo die Mannschaft allerdings mit einem Gesamtergebnis von 1:2 gegen Nõmme Kalju bereits vorzeitig ausschied. Im Spieljahr 2013 wurde Rasmus Schüller unter dem neuen Trainer Sixten Boström erneut in einem Großteil der insgesamt 33 ausgetragenen Ligaspiele eingesetzt, wobei er es auf insgesamt 23 Ligaauftritte brachte, jedoch wesentlich offensiver agierte als noch in den Jahren zuvor. So gelangen ihm insgesamt sieben Tore, wobei er hinter Mikael Forssell (14 Tore), Demba Savage und Erfan Zeneli (je 11 Tore) nur viertbester Torschütze des HJK Helsinki war, sowie vier Torvorlagen. Aufgrund seiner Leistungen wurde er in diesem Jahr auch zum ersten Mal in die Nationalmannschaft seines Heimatlandes einberufen und auch erstmals in dieser eingesetzt. Im finnischen Fußballpokal 2013 folgte für Schüller, der bei zwei Pokaleinsätzen auf einen Treffer kam, und seine Mannschaft ein jähes Aus nach einer 0:1-Niederlage gegen RoPS in der sechsten Runde. Auch im finnischen Ligapokal 2013 schied die Mannschaft bereits im Viertelfinale nach einer Niederlage im Elferschießen gegen JJK Jyväskylä vorzeitig vom laufenden Turnier aus; Schüller war dabei in sechs Partien im Einsatz, in denen er torlos blieb. Im Ligageschehen lief es erneut besser für den vielseitig einsetzbaren Mittelfeldakteur und seine Mannschaft; so rangierte HJK Helsinki in der Endtabelle mit 73 Punkten und zwölf Zählern Vorsprung auf den Zweitplatzierten FC Honka Espoo und sicherte sich somit zum fünften Mal in Folge den finnischen Meistertitel. In diesem Spieljahr konnte der Hauptstadtklub mit einem 6:0-Erfolg über Inter Turku am 13. Juni nicht nur den höchsten Heimsieg der Saison einfahren, sondern erzielte mit einem 5:0-Sieg über den IFK Mariehamn am 27. Juni auch den höchsten Auswärtssieg des Jahres.
Durch den Meistertitel 2013 nahm der Klub erneut an der 2. Qualifikationsrunde zur Champions League 2014/15 teil, wo die Mannschaft auf Rabotnički Skopje traf und sich gegen die Mazedonier mit einem Gesamtergebnis von 2:1 knapp durchsetzen konnte. In der 3. Qualifikationsrunde scheiterte das Team um Rasmus Schüller, der im Turnier abwechselnd als rechter und zentraler Mittelfeldspieler eingesetzt wurde, mit einem Gesamtscore von 2:4 an APOEL Nikosia. Aufgrund des Ausscheidens in der 3. Qualifikationsrunde zur Champions League stieg HJK in die Play-off-Phase der Europa League 2014/15 ein, wo sich die Mannschaft knapp mit einem Gesamtergebnis von 5:4 gegen den SK Rapid Wien durchsetzte und sich somit für die anschließende Gruppenphase qualifizierte. Dort traf der finnische Klub zwischen September und Dezember 2014 auf den FC Kopenhagen, den FC Brügge, sowie den FC Turin, wobei die Mannschaft als Dritter der Gruppe B vom laufenden Turnier ausschied. Dabei kam Schüller, unter anderem verletzungsbedingt, kaum zum Einsatz und kam erst in den letzten beiden Partien zum Zug.
Im Spieljahr 2014 kam Schüller, zum Teil ebenfalls wegen seiner mehrmonatigen Verletzungspause, in lediglich elf Ligapartien zum Einsatz, wobei er auf eine Bilanz von einem Treffer und drei Assists kam. Kurz nach dem Meisterschaftsstart kam es beim Hauptstadtklub bereits zu einem Trainerwechsel, wobei der bisherige Trainer Sixten Boström durch Schüllers langjährigen Trainer Mika Lehkosuo ersetzt wurde und dieser neben Schüller auf zahlreiche seiner ehemaligen und bereits zu HJK abgewanderten Schützlinge stieß. Die Meisterschaft beendete das Team rund um Mittelfeldakteur Schüller mit zehn Punkten Vorsprung auf den Neuaufsteiger Seinäjoen JK auf dem ersten Tabellenplatz. Doch der 2014 oftmals im defensiven Mittelfeld eingesetzte Spieler kam auch zu Einsätzen im Ligapokal 2014, wo der Hauptstadtverein erst im Semifinale mit 0:1 gegen den späteren Ligapokalsieger Seinäjoen JK ausschied. Des Weiteren wurde er im finnischen Pokal 2014 eingesetzt, in dem die Mannschaft nach einem Halbfinalsieg über IFK Mariehamn bereits als Gegner des anderen Semifinalsiegers, Inter Turku, für das anfangs für den 27. September 2014 gesetzte Finalspiel feststand. Das Pokalfinale wurde schließlich am 1. November 2014 ausgetragen, wobei der Hauptstadtklub erst nach absolviertem Elfmeterschießen als finnischer Pokalsieger hervorging.
Im Spieljahr 2015 fand Rasmus Schüller wieder zu alter Stärke zurück, wurde in 30 von 33 möglich gewesenen Ligapartien eingesetzt, in denen er zwar keinen Treffer, jedoch drei Torvorlagen für seine Mannschaftskollegen beisteuerte. In einem knappen Saisonende rangierte der HJK Helsinki mit 58 Punkten und damit einem Punkt Rückstand auf RoPS und zwei Zählern Rückstand auf den Vorjahresvizemeister Seinäjoen JK auf dem dritten Tabellenplatz im Endklassement. Im finnischen Pokal 2015 schied die Mannschaft erst im Halbfinale mit 1:5 gegen den späteren Pokalsieger IFK Mariehamn aus, konnte sich jedoch im finnischen Ligapokal 2015 im Finale mit 2:0 gegen RoPS durchsetzen. Im internationalen Vereinsfußball trat er in diesem Jahr in der Qualifikationsphase zur UEFA Champions League 2015/16 in Erscheinung, wobei er alle vier Spiele der zweiten und dritten Qualirunde absolvierte, ehe er mit seiner Mannschaft ausschied. Weiters kam er in beiden Partien der nachfolgenden Play-offs der Qualifikation zur UEFA Europa League 2015/16 zum Einsatz, schied dort allerdings mit einem Gesamtscore von 1:5 gegen den russischen Klub FK Krasnodar aus. Bereits am 7. Oktober 2015 wurde bekannt, dass der mehrfache finnische Internationale zum Spieljahr 2016 in die Fotbollsallsvenskan zum dort aktiven BK Häcken wechselt.

### Als mehrfacher Nationalspieler nach Schweden
Nachdem er offiziell Anfang des Jahres 2016 zusammen mit seinem Teamkollegen Demba Savage nach Schweden gewechselt war, gab er dort am 26. Februar 2016 im schwedischen Pokal 2015/16 sein Pflichtspieldebüt, als er von Peter Gerhardsson als Kapitän über die vollen 90 Minuten beim 0:0-Remis gegen den IF Brommapojkarna eingesetzt wurde. Nach 18 Ligaspielen für BK Häcken wechselte er in die USA zu Minnesota United, wurde aber am Ende der Saison 2017 an HJK ausgeliehen und gewann seine vierte finnische Meisterschaft. Nach zwei weiteren Spielzeiten in den USA, kehrte wieder zu HJK zurück. Nach der fünften finnischen Meisterschaft ging es erneut nach Schweden, diesmal zu Djurgårdens IF.

## Nationalmannschaftskarriere
Rasmus Schüller wurde bereits in sämtlichen finnischen Nachwuchsauswahlen eingesetzt. So absolvierte er bereits sechs Länderspiele für Finnlands U-16-Auswahl, für die er auch einmal zum Torerfolg kam. Danach absolvierte er 13 Spiele für die finnische U-17-Nationalmannschaft, mit der er unter anderem auch an der Qualifikation zur U-17-EM 2008 teilnahm, sich aber nicht für die Teilnahme qualifizieren konnte. Außerdem nahm Schüller an elf U-18- sowie einer Reihe von U-19-Länderspielen teil, wobei er sich auch an der Qualifikation zur U-19-Europameisterschaft 2009 beteiligte, in der sich die Mannschaft jedoch nicht für das Turnier qualifizieren konnte. Auch an der Qualifikation zur U-19-EM 2010 nahm der 1,77 m große Mittelfeldakteur teil, konnte sich mit den Finnen allerdings auch hierbei nicht durchsetzen. Ab 2010 wurde Rasmus Schüller vom langjährigen finnischen U-21-Trainer Markku Kanerva in den U-21-Nationalkader berufen, kam aber nach Kanervas Abgang vorwiegend unter dem neuen Coach Mika Laurikainen zum Einsatz. Bis 2012 kam er dabei auf eine Bilanz von 14 U-21-Länderspielen, in denen er ein Tor erzielte. Großteils absolvierte er für die Mannschaft Spiele in der Qualifikation zu U-21-EM 2011, in der die Finnen die Teilnahme an der Endrunde versäumten. Auch an der Qualifikation zu U-21-EM 2013 nahm der Mittelfeldspieler teil, konnte sich mit seiner Mannschaft aber auch hierfür nicht qualifizieren. Die restlichen Partien waren vorwiegend freundschaftliche Länderspielbegegnungen. Im Jahre 2013 wurde Schüller in insgesamt drei Spielen der finnischen B-Nationalmannschaft eingesetzt. Im selben Jahr kam es am 23. Januar bei einem Freundschaftsspiel gegen Thailand, einem 3:1-Sieg im 700th Anniversary Stadium, auch zum ersten Länderspieleinsatz in der A-Nationalmannschaft seines Heimatlandes. Mit der Mannschaft nahm er unter anderem auch an einigen Spielen der Qualifikation zur Fußball-WM 2014 teil, konnte sich mit Finnland allerdings nicht für die Endrunde in Brasilien qualifizieren. In der ebenfalls misslungenen Qualifikation für die EM 2016 hatte er zwei und für die WM 2018 fünf Einsätze. In der dann endlich erfolgreichen Qualifikation für die EM 2021 wurde er fünfmal ein- und zweimal ausgewechselt. Mit Finnland nahm er auch an der UEFA Nations League 2018/19 teil, bei der der finnischen Mannschaft der Aufstieg von Gruppe C in Gruppe B gelang, und auch in der UEFA Nations League 2020/21 konnte er zum Klassenerhalt beitragen.
Für die Europameisterschaft 2021 wurde er in den finnländischen Kader berufen. Bei der Endrunde wurde er im ersten Spiel für Kapitän Tim Sparv in der 76. Minute eingewechselt. Das Spiel gegen Dänemark, das von dem Zusammenbruch des Dänen Christian Eriksen überschattet wurde, konnte mit 1:0 gewonnen werden. Im zweiten Spiel gegen Russland wurde er in der 67. Minute ausgewechselt. Die Finnen verloren mit 0:1. Im letzten Gruppenspiel gegen Belgien wurden er wieder für Sparv eingewechselt. Durch eine weitere Niederlage schieden die Finnen als zweitschlechteste Gruppendritte aus.
Bisher (Stand: 7. September 2021) wurde Schüller in insgesamt 54 Länderspielen für sein Heimatland eingesetzt.

## Erfolge
FC Honka
- 2× Vizemeister der Veikkausliiga: 2008 und 2009
- 1× Finnischer Fußballpokalfinalist: 2008
- 2× Finnischer Ligapokalsieger: 2010 und 2011
- 1× La-Manga-Cupsieger: 2009

HJK Helsinki
- 5× Meister der Veikkausliiga: 2012, 2013, 2014, 2017 und 2020
- 3× Finnischer Fußballpokalsieger: 2014, 2016/17, 2020
- 1× Finnischer Ligapokalsieger: 2015
- 1× Finnischer Ligapokalfinalist: 2012

BK Häcken
- 1× Schwedischer Pokalsieger: 2015/16 (ohne Finaleinsatz)